# روبرت جاكوب
روبرت جاكوب هو سياسي كندي، ولد في 5 ديسمبر 1879، وتوفي في 1944. انتخب عضو المجلس التنفيذي لمانيتوبا ‏.